# U-15 (1911)
U-15 — подводная лодка (ПЛ) Императорских военно-морских сил Германии, вошедшая в строй в 1912 году. В самом начале Первой мировой войны, 9 августа 1914 года, потоплена британским крейсером «Бирмингем», став первой в истории подводной лодкой, погибшей в бою.

## Постройка
U-15 являлась третьей ПЛ «типа U-27». Лодка была заказана в 1909 году, заложена на Императорской верфи в Данциге в декабре 1910 года. Спущена на воду в сентябре 1911 года, вошла в строй в апреле 1912 года. На ней были установлены двигатели внутреннего сгорания, дававшие мощность до 890 л. с., а также электромоторы мощностью 1030 л. с. Вооружение составляли 4 торпедных аппарата калибра 450 мм (2 носовых и 2 кормовых) с боезапасом 6 торпед и одно 105-мм орудие с боезапасом 300 снарядов.

## Служба

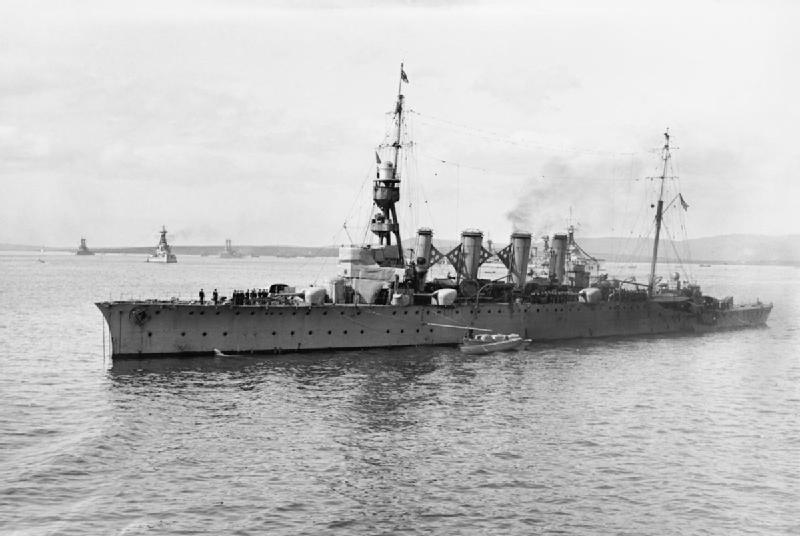
Крейсер «Бирмингем», потопивший U-15 (фотография 1916 года)

U-15 вышла в свой первый (оказавшийся и последним) боевой поход 6 августа 1914 года в составе первой волны ПЛ, направленной германским командованием в Северное море после начала войны. Лодка шла под командой капитан-лейтенанта Рихарда Поле, который заступил на должность 1 августа.
Первые немецкие подводные лодки, развёрнутые в Северном море, страдали серьёзными недостатками машинной части. На нескольких из них в течение похода происходили аварии в машине; по всей видимости это случилось и с U-15 — лодка была вынуждена всплыть и остаться на поверхности почти без хода вблизи острова Фэр-Айл к северу от Шетландской гряды. 9 августа на рассвете лодка была замечена с британского лёгкого крейсера «Бирмингем», шедшего в дозоре в 30 милях от главных сил Королевского флота.
Крейсер пошёл на сближение и открыл огонь. Затем он нанёс лодке таранный удар, перерезав корпус ПЛ на две части, после чего та быстро пошла ко дну. Перед тараном на «Бирмингеме» слышали изнутри лодки звуки ударов молота, которые означали, видимо, попытки экипажа исправить неполадку. Вместе с U-15 погиб весь её экипаж — по одним данным, 23 чел., по другим — 29. U-15 стала первой подводной лодкой в мировой истории, погибшей в результате действий противника в бою. В течение похода ей не удалось потопить ни одного судна.